# 熊田曜子の いい旅 ふた旅 ぎふの旅
熊田曜子の いい旅 ふた旅 ぎふの旅（くまだようこの いいたび ふたたび ぎふのたび）は、旧岐阜エフエム放送（Radio80）をキーステーションにした、FM AICHI、FMとやま、HELLO FIVEの4局ネットの番組である。
岐阜県が行う「飛騨・美濃じまんプロジェクト」の一環で、全国のJRグループとタイアップした観光キャンペーン「『いい旅 ふた旅 ぎふの旅』ひだ・みのじまんキャンペーン」の 特別企画番組。なおこの番組が岐阜エフエム放送(Radio80)の初のネット放送番組である。

## パーソナリティ
- 熊田曜子（岐阜市出身）

## 番組内容
岐阜県の観光地の取材を基にした岐阜県の魅力を紹介。

## 放送時間
- 2007年9月1日～12月29日
- 毎週土曜日（週1回）25分
  - Radio80 12：00～12：25
  - FM AICHI 20：30～20：55
  - FMとやま 12：30～12：55
  - HELLO FIVE 11：30～11：55